# HD 130322

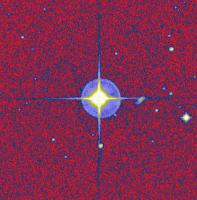
HD 130322

HD 130322 (HIP 72339 / SAO 140142 / BD+00 3243) es una estrella de magnitud aparente +8,04 en la constelación de Virgo, situada prácticamente sobre el ecuador celeste. Se encuentra a 97 años luz del sistema solar. En 2000 se anunció el descubrimiento de un planeta extrasolar en órbita alrededor de esta estrella.
HD 130322 es una enana naranja de tipo espectral K0V, una estrella que al igual que el Sol obtiene su energía de la fusión de hidrógeno en su núcleo. Más fría que nuestra estrella, su temperatura efectiva es de 5395 K, siendo su luminosidad aproximadamente la mitad que la luminosidad solar. Su radio es el 83% del radio solar con una masa equivalente al 79% de la masa del Sol. Su metalicidad es ligeramente superior a la del Sol ([Fe/H] = +0,05).
HD 130322 tiene una edad estimada de 1240 millones de años, frente a los 4600 millones de años de edad del Sol.

## Sistema planetario
El planeta, denominado HD 130322 b, tiene una masa mínima un 8% mayor que la masa del planeta Júpiter, pero a diferencia de este, cuya distancia media al Sol es de 5,2 UA, HD 130322 b se mueve a 0,088 UA de su estrella, siendo por tanto un planeta del tipo «Júpiter caliente». En consecuencia, mientras Júpiter emplea casi 12 años en completar una vuelta alrededor del Sol, HD 130322 b lo hace en 10,7 días.
| Acompañante (En orden desde la estrella) | Masa (MJ) | Período orbital (días) | Semieje mayor (UA) | Excentricidad |
| ---------------------------------------- | --------- | ---------------------- | ------------------ | ------------- |
| HD 130322 b                              | > 1,08    | 10,724                 | 0,088              | 0,048         |